# Copa Chile de la Asociación de Football de Santiago 1921
La Copa Chile de la Asociación de Football de Santiago 1921 fue la 2.º edición de la Copa Chile, una de las dos series de la Copa Unión, primera categoría de la Asociación de Football de Santiago, competición de fútbol de carácter oficial y amateur de la capital de Chile, correspondiente a la temporada 1921.
Su organización estuvo a cargo de la Asociación de Football de Santiago y contó con la participación de nueve equipos. La competición se disputó bajo el sistema de todos contra todos, en una sola rueda, y clasificaba al campeón para disputar la Copa Unión, máximo campeonato de la Asociación, en conjunto con el campeón de la Copa República, disputada en forma paralela.
Los campeones fueron Internado y Brigada Central, que, al haber empatado primeros en la tabla de posiciones con 13 puntos, se adjudicaron conjuntamente su segundo y su primer título de la Copa Chile de la Asociación de Football de Santiago, respectivamente.
Debido a que el Internado comunicó oficialmente a la secretaría de la AFS que no podía seguir jugando en vista de haberse ausentado de la capital sus jugadores estudiantes, el Brigada Central fue el representante de la serie para disputar la Copa Unión de la Asociación de Football de Santiago.

## Reglamento de juego
La competición se jugó bajo el sistema de todos contra todos y en una sola rueda de ocho fechas, resultando campeón aquel equipo que acumulase más puntos en la tabla de posiciones.

## Equipos participantes
Participaron nueve equipos, todos de la ciudad de Santiago.
| Equipo             |
| ------------------ |
| General Borgoño    |
| Brigada Central    |
| Guacolda           |
| Ibérico Balompié   |
| Instituto Nacional |
| Internado          |
| Santiago           |
| Santiago Badminton |
| Unión Cintolessi   |

## Clasificación
| Pos. |  | Equipo             | Pts. | PJ | G | E | P |
| ---- |  | ------------------ | ---- | -- | - | - | - |
| 1    |  | Internado          | 13   | 8  | 6 | 1 | 1 |
|      |  | Brigada Central    | 13   | 8  | 6 | 1 | 1 |
| 3    |  | Santiago           | 12   | 8  | 6 | 0 | 2 |
| 4    |  | Instituto Nacional | 11   | 8  | 5 | 1 | 1 |
| 5    |  | Santiago Badminton | 8    | 8  | 4 | 0 | 4 |
| 6    |  | Ibérico Balompié   | 5    | 8  | 2 | 1 | 5 |
| 7    |  | Guacolda           | 3    | 8  | 1 | 1 | 6 |
|      |  | General Borgoño    | 3    | 8  | 1 | 1 | 5 |
| 9    |  | Unión Cintolessi   | 2    | 8  | 1 | 0 | 7 |

| Campeones Internado y Brigada Central |
| 2.do y 1.er título, respectivamente   |